# 别戈沃伊站 (莫斯科地铁)
別戈沃伊站（俄語：Бегова́я，羅馬化：Begovaya，或譯賽馬站）是莫斯科地鐵塔甘卡－紅普列斯尼亞線的車站，位於莫斯科中央馬場的附近。別戈沃伊站開通於1972年12月30日，在該站可以換乘俄羅斯國家鐵路的列車。該站的平均日客流量為53,550人。

## 外部連結
- mymetro.ru
- KartaMetro.info, station location and exits on Moscow map (English/Russian)